# وليام والتون
وليام والتون (بالإنجليزية: William Walton)‏ (و. 1909 – 1994 م) هو رسام من الولايات المتحدة الأمريكية. ولد في جاكسونفيل.
توفي في مدينة نيويورك، عن عمر يناهز 85 عاماً.

## التعليم
تعلم في جامعة ويسكونسن-ماديسون.